# Jacques-François Delyen
Jacques-François Delyen (Gante, 25 de julio de 1684-París, 3 de marzo de 1761) fue un pintor y arquitecto francés, especializado en la pintura de retratos.

## Biografía

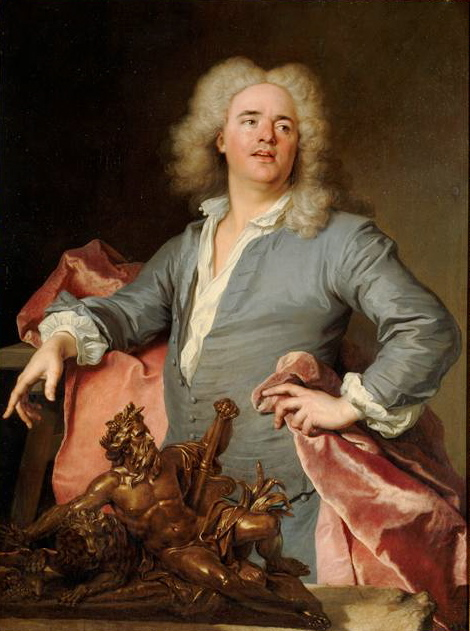
Retrato de Guillaume Coustou.

Formado con Robert van Audenaerde, se inscribió como miembro del gremio de San Lucas de Gante en 1705. En 1711 se estableció en París, donde tuvo como maestro a Nicolas de Largillière. De 1719 a 1723 residió pensionado como pintor y arquitecto en la Academia francesa de Roma.
Fue recibido en la Real Academia de Pintura y Escultura el 24 de noviembre de 1725 por la presentación de los retratos de Guillaume Coustou y Nicolas Bertin. A partir de entonces expuso regularmente en los salones de la Academia de 1737 a 1747.
Sus obras son muy escasas pero revelan a un artista más que atractivo, espiritual hasta en los autorretratos que se conservan de él.